# Sì può darsi
Sì può darsi è un singolo del cantante Frah Quintale pubblicato il 23 aprile 2021, come primo estratto anticipatorio del terzo album Banzai (lato arancio).

## Video musicale
Il video musicale, diretto da Manenti, è stato pubblicato il 26 aprile 2021 sul canale YouTube di Undamento.

## Tracce
Testi di Frah Quintale, musiche di Frah Quintale e Ceri.
1. Sì può darsi – 3:06

## Classifiche
| Classifica (2021) | Posizione massima |
| ----------------- | ----------------- |
| Italia            | 71                |